# Championnat d'Asie de l'Ouest de football 2010
Navigation
Iran 2008 Koweït 2012
Le Championnat d'Asie de l'Ouest de football 2010 est la 6e édition de la compétition de football opposant les équipes des pays et territoires situés en Asie de l'Ouest. Elle est organisée par la Fédération d'Asie de l'Ouest de football (WAFF). Après avoir du déclarer forfait lors de l'édition 2008 qu'il devait organiser, le Liban a obtenu de la Fédération d'Asie de l'Ouest l'organisation du tournoi 2010 mais il se retira une nouvelle fois, et c'est la Jordanie qui organise ce tournoi.
Un premier tour voit les équipes réparties en 3 poules de 3, où chacun affronte une fois ses adversaires. Les premiers de chaque poule sont qualifiés pour la phase finale, disputée en demi-finales et finale, ainsi que le meilleur deuxième.

## Équipes participantes
- Bahreïn
- Irak
- Iran
- Jordanie (Pays organisateur)
- Koweït
- Oman
- Palestine
- Syrie
- Yémen

## Phase de poules

### Groupe A
| Rang | Équipe  | Pts | J | G | N | P | Bp | Bc | Diff |
| ---- | ------- | --- | - | - | - | - | -- | -- | ---- |
| 1    | Iran    | 4   | 2 | 1 | 1 | 0 | 5  | 2  | +3   |
| 2    | Bahreïn | 3   | 2 | 1 | 0 | 1 | 2  | 3  | -1   |
| 3    | Oman    | 1   | 2 | 0 | 1 | 1 | 2  | 4  | -2   |

| 24 septembre 2010 | Iran                       | 3 - 0   | Bahreïn | Stade du Roi Abdallah, Amman |                     |
| 19h00 GMT         | Aghili 36e 38e · Oladi 47e | (2 - 0) |         | Spectateurs : 8 000          | Spectateurs : 8 000 |
| 19h00 GMT         | (Rapport)                  |         |         | Spectateurs : 8 000          | Spectateurs : 8 000 |

| 26 septembre 2010 | Bahreïn            | 2 - 0   | Oman | Stade du Roi Abdallah, Amman |                   |
| 15h00 GMT         | Abdullatif 63e 67e | (0 - 0) |      | Spectateurs : 500            | Spectateurs : 500 |
| 15h00 GMT         | (Rapport)          |         |      | Spectateurs : 500            | Spectateurs : 500 |

| 28 septembre 2010 | Oman                        | 2 - 2   | Iran                            | Stade du Roi Abdallah, Amman |                     |
| 15h00 GMT         | Hadid 40e · Abdul-Karim 45e | (2 - 1) | 17e Meydavoudi · 53e Teymourian | Spectateurs : 3 000          | Spectateurs : 3 000 |
| 15h00 GMT         | (Rapport)                   |         |                                 | Spectateurs : 3 000          | Spectateurs : 3 000 |

### Groupe B
| Rang | Équipe   | Pts | J | G | N | P | Bp | Bc | Diff |
| ---- | -------- | --- | - | - | - | - | -- | -- | ---- |
| 1    | Koweït   | 4   | 2 | 1 | 1 | 0 | 4  | 3  | +1   |
| 2    | Jordanie | 2   | 2 | 0 | 2 | 0 | 3  | 3  | 0    |
| 3    | Syrie    | 1   | 2 | 0 | 1 | 1 | 2  | 3  | -1   |

| 24 septembre 2010 | Jordanie  | 1 - 1   | Syrie       | Stade du Roi Abdallah, Amman |                      |
| 15h00 GMT         | Salim 13e | (1 - 0) | 82e Al-Zeno | Spectateurs : 18 000         | Spectateurs : 18 000 |
| 15h00 GMT         | (Rapport) |         |             | Spectateurs : 18 000         | Spectateurs : 18 000 |

| 26 septembre 2010 | Syrie         | 1 - 2   | Koweït                       | Stade du Roi Abdallah, Amman |                     |
| 19h00 GMT         | Al-Omaier 83e | (0 - 0) | 53e Rashed · 71e Al-Moussawi | Spectateurs : 1 500          | Spectateurs : 1 500 |
| 19h00 GMT         | (Rapport)     |         |                              | Spectateurs : 1 500          | Spectateurs : 1 500 |

| 28 septembre 2010 | Koweït                    | 2 - 2   | Jordanie             | Stade du Roi Abdallah, Amman |                      |
| 19h00 GMT         | Naser 60e · Al-Magmed 78e | (0 - 1) | 38e 51e Abdel Fattah | Spectateurs : 18 000         | Spectateurs : 18 000 |
| 19h00 GMT         | (Rapport)                 |         |                      | Spectateurs : 18 000         | Spectateurs : 18 000 |

### Groupe C
| Rang | Équipe    | Pts | J | G | N | P | Bp | Bc | Diff |
| ---- | --------- | --- | - | - | - | - | -- | -- | ---- |
| 1    | Irak      | 6   | 2 | 2 | 0 | 0 | 5  | 1  | +4   |
| 2    | Yémen     | 3   | 2 | 1 | 0 | 1 | 4  | 3  | +1   |
| 3    | Palestine | 0   | 2 | 0 | 0 | 2 | 1  | 6  | -5   |

Le Yémen se qualifie en tant que meilleur deuxième.
| 24 septembre 2010 | Irak                  | 2 - 1   | Yémen       | Stade du Roi Abdallah, Amman |                     |
| 15h00 GMT         | Saeed 49e · Hawar 72e | (0 - 1) | 10e Al-Nono | Spectateurs : 3 000          | Spectateurs : 3 000 |
| 15h00 GMT         | (Rapport)             |         |             | Spectateurs : 3 000          | Spectateurs : 3 000 |

| 26 septembre 2010 | Yémen                               | 3 - 1   | Palestine | Stade du Roi Abdallah, Amman |                     |
| 17h00 GMT         | Al-Nono 43e (pen.) 83e · Thabit 63e | (1 - 0) | 79e Obeid | Spectateurs : 4 500          | Spectateurs : 4 500 |
| 17h00 GMT         | (Rapport)                           |         |           | Spectateurs : 4 500          | Spectateurs : 4 500 |

| 28 septembre 2010 | Palestine | 0 - 3   | Irak                             | Stade du Roi Abdallah, Amman |                     |
| 19h00 GMT         |           | (0 - 1) | 15e 76e Karim · 86e (pen.) Akram | Spectateurs : 4 000          | Spectateurs : 4 000 |

## Phase finale

### Demi-finales
| Équipe 1 | Résultat | Équipe 2 | Tirs au but |
| -------- | -------- | -------- | ----------- |
| Iran     | 2 - 1    | Irak     |             |
| Koweït   | 1 - 1    | Yémen    | 4 - 3       |

### Finale
| Équipe 1 | Résultat | Équipe 2 |
| -------- | -------- | -------- |
| Iran     | 1 - 2    | Koweït   |